# Polverigi
Polverigi est une commune italienne d'environ 4 641 habitants, située dans la province d'Ancône, dans la région Marches, en Italie centrale.

## Administration
| Période                                  | Période | Identité | Étiquette | Qualité |
| ---------------------------------------- | ------- | -------- | --------- | ------- |
|                                          |         |          |           |         |
| Les données manquantes sont à compléter. |         |          |           |         |

### Hameaux
Rustico

### Communes limitrophes
Agugliano, Ancône, Jesi, Offagna, Osimo, Santa Maria Nuova.